# SN 2009ns
SN 2009ns – supernowa typu Ia odkryta 15 października 2009 roku w galaktyce A021537-0325. W momencie odkrycia miała maksymalną jasność 16,90m.